# Biophytum intermedium
Biophytum intermedium är en harsyreväxtart som beskrevs av Robert Wight. Biophytum intermedium ingår i släktet Biophytum och familjen harsyreväxter. Inga underarter finns listade i Catalogue of Life.